# International Gold Cup
L'International Gold Cup era una gara automobilistica di Formula 1 corsa tra gli anni cinquanta e settanta sul circuito inglese di Oulton Park, non valida per il campionato del mondo. Dal 1970 la gara divenne valida quale prova per il campionato inglese Formula 5000; con l'accrescimento dei costi della Formula 1 e la conseguente sparizione dal calendario di gare fuori mondiale, essa venne  dedicata esclusivamente a tali vetture. Dal 2002, dopo un periodo in cui il premio veniva assegnato ai vincitori di altre manifestazioni tenute sul circuito, la gara è riservata ad auto da corsa d'interesse storico.

## Albo d'Oro

### Formula 1
| 1954        | Stirling Moss   | Maserati        |                 |                 |
| 1955        | Stirling Moss   | Maserati        |                 |                 |
| 1956 - 1958 | Non disputatosi | Non disputatosi | Non disputatosi | Non disputatosi |
| 1959        | Stirling Moss   | Cooper          |                 |                 |
| 1960        | Stirling Moss   | Lotus           |                 |                 |
| 1961        | Stirling Moss   | Ferguson        |                 |                 |
| 1962        | Jim Clark       | Lotus           |                 |                 |
| 1963        | Jim Clark       | Lotus           |                 |                 |
| 1964 - 1965 | Non disputatosi | Non disputatosi | Non disputatosi | Non disputatosi |
| 1966        | Jack Brabham    | Brabham         |                 |                 |
| 1967        | Jack Brabham    | Brabham         |                 |                 |
| 1968        | Jackie Stewart  | Matra           |                 |                 |
| 1969        | Jacky Ickx      | Brabham         |                 |                 |
| 1970        | John Surtees    | Surtees         |                 |                 |
| 1971        | John Surtees    | Surtees         |                 |                 |
| 1972        | Denny Hulme     | McLaren         |                 |                 |

### Formula Shellsport
| anno | pilota      | vettura |
| ---- | ----------- | ------- |
| 1976 | Guy Edwards | Brabham |
| 1977 | Derek Bell  | Penske  |

### Formula Aurora
| anno | pilota        | vettura |
| ---- | ------------- | ------- |
| 1978 | Tony Trimmer  | McLaren |
| 1979 | David Kennedy | Wolf    |
| 1980 | Guy Edwards   | Arrows  |